# Желтогубый плоскохвост
Желтогубый плоскохвост, или ужевидный морской крайт (лат. Laticauda colubrina) — змея из подсемейства морских змей.

## Распространение
Населяет территорию вод от островов Рюкю до Австралии, а также от Индии до Соломоновых островов.

## Описание
Достигает 2 м в длину. Яйцекладущий.

## Опасность для человека
Ядовиты, но имеют маленький рот. Попадание в человеческий организм всего лишь 1,5 мг токсинов приводит к летальному исходу.
Как правило, ныряльщики вначале даже не замечают укуса. Болевые ощущения и необратимые последствия в организме начинаются спустя несколько минут. Яд постепенно парализует нервную и мышечную системы, разрушает почки.
К счастью, этот вид крайтов кусается крайне редко. Он отличается относительно миролюбивым характером и обычно не проявляет агрессии к человеку.
Строение его ядовитых зубов и маленькая пасть приспособлены к охоте на мелкую живность, поэтому пресмыкающееся избегает контактов с крупными животными. Нападения бывают исключительно в целях самозащиты.

## Питание
Питается рыбой; в рацион входят такие рыбы, как угри и представители барабулевых (Mullidae).

## Экология и местообитания
Живут на коралловых рифах, в прибрежной растительности и среди выбросов в полосе прибоя. Держится близ берегов и нередко встречается на суше.

### Паразиты
В верхних дыхательных путях этого вида паразитирует клещ Vatacarus ipoides.